# Kaldrananeshreppur
Kaldrananeshreppur önkormányzat Izland Nyugati fjordok régiójában. Székhelye Drangsnes.